# Hetairosyna galaxeae
Hetairosyna galaxeae is een eenoogkreeftjessoort uit de familie van de Asterocheridae. De wetenschappelijke naam van de soort is voor het eerst geldig gepubliceerd in 1996 door Humes.